# GR 10
|  | Aquest article tracta sobre GR 10. Si cerqueu el sender de gran recorregut francés, vegeu «GR 10 (França)». |

El GR 10 (E-7) és un sender de gran recorregut, i europeu E 7, que parteix de Puçol fins a Lisboa. Com a sender de gran recorregut està abalisat amb senyals roigs i blancs. Serveix d'unió entre els mars que limiten la península amb una longitud de 1.600 km travessant el País Valencià, Aragó, Castella la Manxa, Madrid, Castella i Lleó i Extremadura per a finalment endinsar-se en terres portugueses.

## Recorregut[1]

### País Valencià[3]

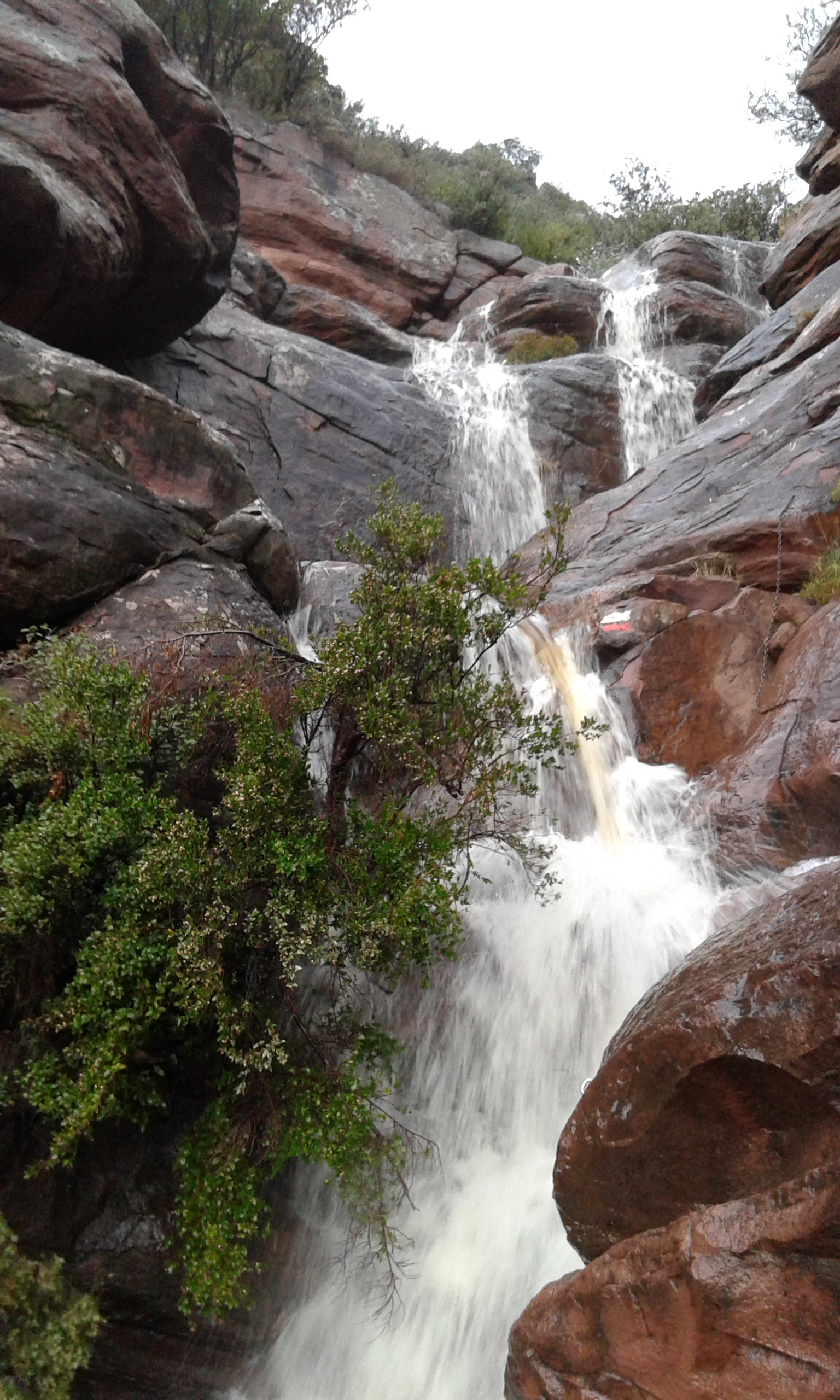
La Canal del Garbí al GR 10 després de fortes pluges

Puçol - Sant Esperit (Gilet) - Segart - Serra - Estivella - Gàtova - Santuari de la Cova Santa (Altura) - Sacanyet - Canals - Andilla (localitat on es creua amb el GR 7)

### Aragó
Abejuela - Arcos de las Salinas - Camarena de la Sierra - Valacloche - Cascante del Río - Villel - Rubiales
- Ramal 1. Rubiales - Bezas - Albarrasí - Monterde - Bronchales
- Ramal 2 (GR 10.1). Rubiales - Jabaloyas - Toril - Masegoso - El Vallecillo - Guadalaviar - Griegos - Bronchales - Orihuela del Tremedal

### Guadalajara
Orea - Peralejos de las Truchas - Laguna de Taravilla - Ventorro del Chato - Fuente de la Parra - Fuente de la Teja - Fuente de la Toba - Fuente del Contornillo - Puente de San Pedro - Villar de Cobeta (Zaorejas) - Monasterio de Buenafuente del Sistal (Olmeda de Cobeta) - Puente de Tagüenza (Huertapelayo) - Fuente del Mostajo - Fuente de la Osa - Valtablado del Río - Oter - Carrascosa de Tajo - Huetos - Ruguilla - Fuente del Chorrillo - Cifuentes - Moranchel - El Sotillo - Antigua Galiana - km 106 de l'A2 - Mirabueno - Castejón de Henares - Matillas - Bujalaro - Fuente de la Paloma - Jadraque - Cogolludo - Tamajón - Retiendas - Pontón de la Oliva

### Madrid
Pontón de la Oliva (enllaça amb el Sender Segovià GR 88) - Patones - Torrelaguna - La Cabrera - Valdemanco - Bustarviejo
- Ramal 1. Bustarviejo - Miraflores de la Sierra - La Pedriza - Manzanares el Real (connecta amb el GR 124) - Mataelpino - Navacerrada - Cercedilla - Camorritos - Puerto de la Fuenfría
- Ramal 2 (GR 10.1). Bustarviejo - Puerto de Canencia - Puerto de la Morcuera - Monasterio de El Paular - Puerto de Cotos - Puerto de la Fuenfría

Puerto de la Fuenfría - Puerto de Guadarrama - Abantos - San Lorenzo de El Escorial (enllaça amb el Sender Segovià GR 88) - Zarzalejo - Robledo de Chavela - ermita de Navahonda - Puente de San Juan - San Martín de Valdeiglesias

### Castella i Lleó
Venta la Tablada - Cebreros - Embalse del Charco del Cura - Las Cruceras - La Rinconada - Coto Venero Claro - Navaluenga - Burgohondo - Navatalgordo - Navalosa - Hoyocasero - Venta la Rasquilla - Venta la Rasca - Puerto del Pico - Parador de Turismo de Gredos - Navarredonda - Hoyos del Espino - Navacepeda de Tormés - Navalperal de Tormes - La Angostura - La Aliseda de Tormes - Hermosillo - El Barco de Ávila - Navamorisca - El Losar del Barco - Palacios de Becedas - Becedas - La Hoya. En Barco de Ávila, el sender se bifurca. Des d'esta població s'ha previst un itinerari, que serà la variant GR 10-1 que arribarà a Termas de Monfortinho (en la frontera amb Portugal) per Extremadura, passant pel Valle del Jerte i creuant la Sierra de Gata. La Hoya - Navacarros - Palomares de Béjar - Candelario - Béjar - La Calzada de Béjar - Valdehijaderos - Horcajo de Montemayor - Corrales de Soto - Sotoserrano - Cepeda - Miranda del Castañar - Mogorraz - Monforte de la Sierra - La Alberca - Peña de Francia - Monsagro - Serradilla del Arroyo - Guadaperro - Ciudad Rodrigo - Gallegos de Argañán - La Alameda de Gardón - Castillejo de las Casas - Aldea del Obispo

### Trams a Portugal
Termas de Monfortinho - Monfortinho - Barragem de Panha Garcia - Sierra de Azenha - Monsanto - Idanha-a-Velha - Alcaforces - Sierra do Almutâo - Garragem Marechal Carmona - Idanha-a-Nova - Castelo Branco - Mação - Fàtima - Lisboa.